# Turovice (Chlumec nad Cidlinou)
Turovice byla zaniklá vesnice nalézající se nedaleko od města Chlumec nad Cidlinou. Po vesnici se dochovalo pouze pomístní jméno Turovsko v klínu lesa k obci Lišice..

## Historie
O vesnici se dochovalo pouze málo písemných zpráv. V roce 1390 byla v držení vladyky Přibíka z Turovic, v roce 1431 ji držel Petr z Chlumu a v roce 1447 Slavibor z Turovic. Vesnice zanikla pravděpodobně v průběhu husitských válek.